# Pianowice
Pianowice – wieś na Ukrainie w rejonie samborskim należącym do obwodu lwowskiego.